# Комаров, Павел Владимирович
Па́вел Влади́мирович Комаро́в (род. 26 февраля 1974 года, Горький, Горьковская область, РСФСР, СССР) — советский и российский хоккеист.

## Биография
Родился 26 февраля 1974 года в Горьком. Воспитанник местной хоккейной школы. Игровую карьеру начал в «Торпедо», выступавшем в 1991—1995 годах в чемпионате СНГ и Межнациональной хоккейной лиге.
В 1993 году был выбран в 11-м раунде клубом «Нью-Йорк Рейнджерс». В 1993—1996 годы играл североамериканских клубах «Бингемтон Рейнджерс» (Американская хоккейная лига), «Шарлотт Чекерс» (Хоккейная лига Восточного побережья) и «Ютика Близзард» (Колониальная хоккейная лига).
В 1996 году вернулся в российский чемпионат, где до 2003 года представлял в основном клубы высшего дивизиона: тольяттинскую «Ладу» (1996—1998 и 2001/2002), уфимский «Салават Юлаев» (1998/1999 и 2000/2001), СКА (1999/2000) и московские «Крыльях Советов» (2002/2003).
В сезоне 2001/2002 из «Лады» привлекался в клубы второго российского дивизиона: новосибирскую «Сибирь» и тюменский «Газовик». В сезоне 2003/2004 также представлял клуб второго дивизиона — «Олимпия» Кирово-Чепецк, а в сезоне 2004/2005 — выступавший в чемпионате Датской хоккейной лиги клуб «Ольборг».
Завершил игровую карьеру в сезоне 2005/2006 в клубах младших российских дивизионов: «Торпедо-2» Нижний Новгород, «Дизель» Пенза и «Лукойл-Волга» Кстово.